# Gołąbek fioletowy
Gołąbek fioletowy (Russula violacea Quél.) – gatunek grzybów należący do rodziny gołąbkowatych (Russulaceae).

## Systematyka i nazewnictwo
Pozycja w klasyfikacji według Index Fungorum: Russula, Russulaceae, Russulales, Incertae sedis, Agaricomycetes, Agaricomycotina, Basidiomycota, Fungi.
Po raz pierwszy opisał go w 1883 r. Lucien Quélet i nadana przez niego nazwa naukowa jest aktualna. Nie które synonimy:
- Russula betularum var. carneolilacina (Bres.) Bidaud, Moënne-Locc. & Reumaux 1996
- Russula captiosa var. carneolilacina (Bres.) Reumaux, in Moënne-Loccoz & Reumaux 2003

Polską nazwę podała Alina Skirgiełło w 1991 r.

## Morfologia
Kapelusz
Średnicy do 5 cm, u młodych okazów wypukły, u starszych płaski z płytko wklęśniętym środkiem. Powierzchnia o barwie od zielonkawej do ciemnofioletowej, jaśniejsza na brzegu. Brzeg tępy, czasami falisty i płatowaty. Skórka wilgotna, lepka i dająca się częściowo zedrzeć.
Blaszki
Zatokowate, u młodych okazów dość gęste, u starszych rzadsze, nieco przy trzonie rozwidlone, przy brzegu tępe, początkowo białe, potem kremowe.
Trzon
O wysokości do 5,5 cm i grubości do 1,5 cm, walcowaty, górą zwężony lub dołem rozszerzony, giętki lub kruchy, początkowo pełny, potem watowaty. Powierzchnia jedwabiście błyszcząca, biała, z czasem żółtawa lub brązowawa.
Miąższ
Dość ścisły, biały, miejscami nieco żółtawy lub brązowawy, o ostrym smaku i silnym, pelargoniowym zapachu.
Wysyp zarodników
Kremowy.
Cechy mikroskopowe
Podstawki 35–45 × 8,5–12 μm. Zarodniki niemal kuliste, 7,5–8,2 × 6,2–7,2 μm, dość gęsto pokryte ostrymi kolcami, bez łączników, z wyraźnie amyloidalną łysinką. Cystydy 50–90 × 8,5–14 μm, maczugowate z główką, reagujące z sulfowaniliną. W skórce obecne dermatocystydy.
Gatunki podobne
Charakterystycznymi cechami gołąbka fioletowego jest zielonkawa barwa kapelusza przynajmniej w środkowej jego części, tendencja do żółknięcia miąższu w trzonie i kapeluszu i szeroko jajowate, niemal kuliste zarodniki. Podobny jest gołąbek kruchy (Russula fragilis), ale ma mniej fioletowy kolor i ząbkowane blaszki.

## Występowanie i siedlisko
Występuje w Ameryce Północnej, Europie i Azji. Najwięcej stanowisk podano w Europie i jest tutaj szeroko rozprzestrzeniony. W Polsce podano stanowiska w różnych regionach kraju. Aktualne stanowiska podaje także internetowy atlas grzybów. Znajduje się w nim na liście gatunków zagrożonych i wartych objęcia ochroną.
Naziemny grzyb mykoryzowy występujący w lasach, najczęściej w towarzystwie topoli.